# Alberona
Alberona är en ort och kommun i provinsen Foggia i regionen Apulien i Italien. Kommunen hade 956 invånare (2017).